# Uno Sóma
Uno Sóma (宇野 昌磨; Hepburn: Uno Shōma) (Nagoja, 1997. december 17. –) japán műkorcsolyázó. A 2018-as téli olimpia ezüstérmese, kétszeres világbajnoki ezüstérmes (2018, 2017), 2019-es Négy Kontinens bajnok, négyszeres Grand Prix döntő bajnok (2015-2018), a 2017-es Ázsiai Téli Játékok bajnoka és háromszoros japán bajnok (2016, 2017, 2018). 
Pályafutása korábbi szakaszában megnyerte a 2015-ös junior világbajnokságot, a 2014–2015-ös Junior Grand Prix döntőt és a 2012-es Ifjúsági Olimpia ezüstérmét. 
Uno az első olyan műkorcsolyázó, aki sikeresen hajtott végre négyfordulatos flipet nemzetközi versenyen. A mai napig ő tartja a junior világcsúcsot, rövidprogramban elért legmagasabb pontszámmal. 

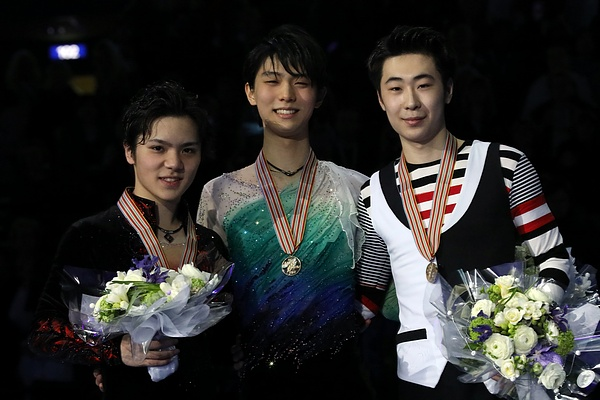
Uno (balra) a 2017-es világbajnokság dobogóján

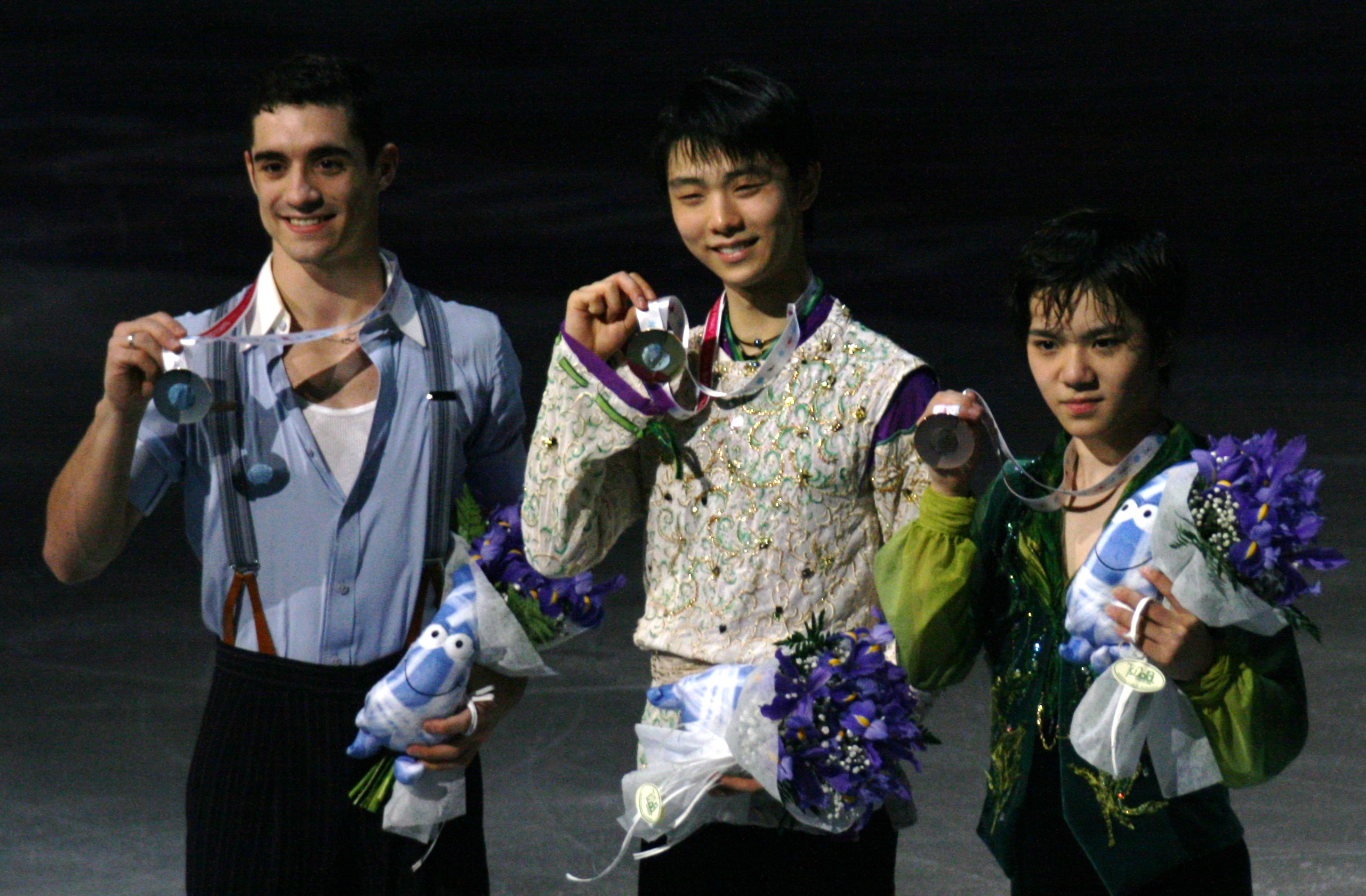
Uno (jobbra) a 2015-16-os Grand Prix döntő dobogóján

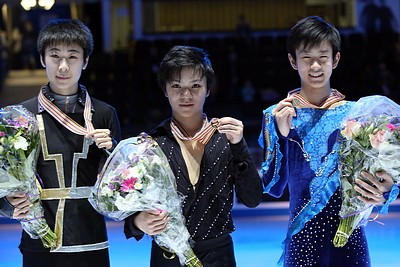
Uno (középen) a 2015-ös junior világbajnokság dobogóján

## Életút
Uno Sóma 1997. december 17-én született Nagojában, Japánban. Egy öccse van, Uno Icuki.

## Pályafutás

### Korai évek
Uno öt évesen kezdett korcsolyázni Aszada Mao hatására, aki szóba elegyedett vele a korcsolyapálya mellett. Műkorcsolyázó példaképe Takahasi Daiszuke.
Uno bronzérmet nyert a 2009–2010-es szezon Japán junior bajnokságán, de a következő két évben nem végzett dobogós helyen. 

### 2011–2012-es szezon: junior nemzetközi bemutatkozás
Uno a 2011–2012-es Junior Grand Prix (JGP) szezonban mutatkozott be, bronzérmet nyerve az észtországi Tallinn Kupán, miután a lengyel állomáson 4. lett. A 2012-es téli Ifjúsági olimpiai játékokon ezüstérmet nyert egyéniben és aranyat a csapatversenyben. A 2012-es junior világbajnokságon a 10. helyen végzett. 

### 2012–2013-as szezon
Uno hatodik helyen végzett a szlovén Junior Grand Prix versenyen. A következő JGP versenyén, Németországban mindkét programjában egyéni csúcsot korcsolyázva ezüstérmet nyert, és összesen 188,48 pontot ért el. Hetedikként végzett a 2013-as junior világbajnokságon. 

### 2013–2014-es szezon: felnőtt nemzetközi bemutatkozás
Uno ebben az évben a harmadik JGP-szezonjában vett részt, megnyerve a bronzérmet Rigában, Lettországban; és 4. helyet szerzett Tallinnban, Észtországban. 5. lett a 2014-es junior világbajnokságon, és első felnőtt nemzetközi győzelmét a 2014-es Gardena Spring Kupán aratta. 

### 2014–2015-es szezon: junior világbajnok
Uno ezt a szezonját második felnőtt nemzetközi győzelmével kezdte, a 2014-es Ázsia Kupán. A japán és horvát JGP-versenyekre nevezték be. Japánban második helyen végzett, Horvátországban pedig új egyéni csúccsal kvalifikálta magát élete első JGP döntőjébe. Az első nemzetközi junior győzelmét a 2014-2015-ös Japán Junior Bajnokságon szerezte meg. A következő hónapban aranyérmes lett a JGP döntőben, a rövid programban a harmadik helyet megszerezve és a szabad programban valamint az összetettben új junior világcsúcsot korcsolyázva. A 2014–2015-es japán bajnokságon a rövid és kűr programban is 3. helyet ért el, ezzel megszerezve az ezüstérmet. 
Uno a felnőttek között a 2015-ös ISU Négykontinens Bajnokságon mutatkozott be; a rövidprogram után a második helyen állt, a kűrben ötödik lett, és összetettben is ötödik helyen végzett új egyéni csúcsokat beállítva. A szezonját a 2015-ös junior világbajnokságon elért győzelmével fejezte be 84,87 pontos új junior világbajnoki rövidprogram pontszámmal a kűrben másodikként végezve. Ő lett az ötödik japán férfi, aki megnyerte a junior világbajnoki címet. 

### 2015–2016-os szezon: az első négyfordulatos flip nemzetközi versenyen

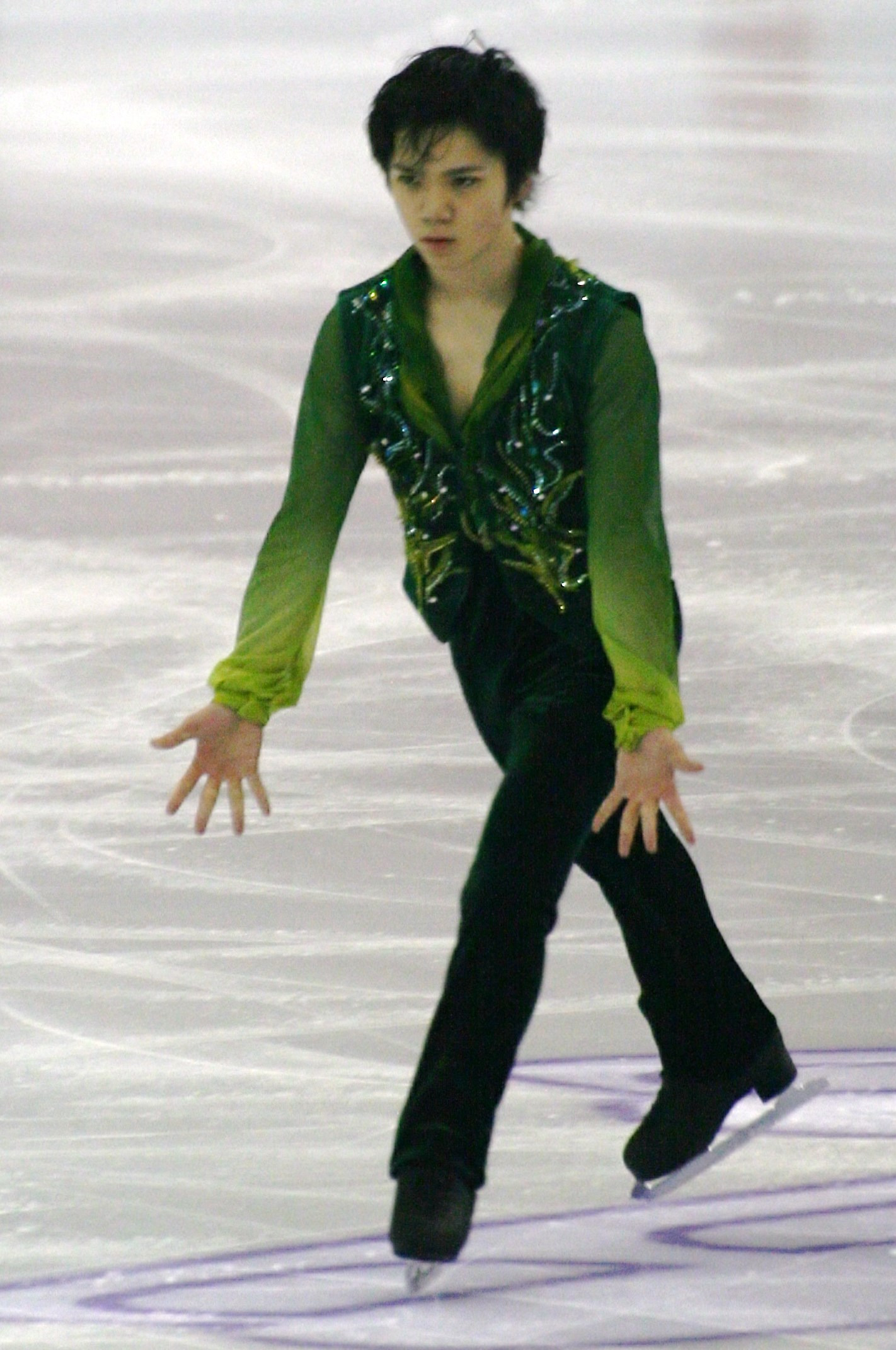
Uno a 2015–16-as Grand Prix döntőben

Uno ötödik helyezéssel kezdte a szezonját a 2015-ös US Classic-on, a rövid programban kilencedikként végezve, de megnyerve a szabad korcsolyázást. Ezután a 2015-ös Japán Open egyéni győzelmével folytatta, legyőzve a világbajnokokat, Javier Fernandezt, Brian Joubert-t és Patrick Chant. 
Felnőtt Grand Prix debütálásával Uno 2015-ben megnyerte az ezüstérmet a Skate America-n, miután negyedik helyen végzett a rövid; és első helyen a kűrben, mindössze 1,52 ponttal lemaradva Max Aaron aranyérmes mögött. Ezután Uno edzéstechnikát váltott, mondván: „A Skate America alatt úgy éreztem, hogy nem megfelelő az állóképességem, ezért megnöveltem az edzések napi számát, és elkezdtem a jégen kívüli tréninget is.” Első helyen végzett a 2015-ös Éric Bompard Kupán a rövid programban. A 2015. novemberi párizsi támadások miatt a szabad korcsolyázást törölték, és a rövid program állását a végső eredménynek tekintették. Így Uno végül az esemény győztese lett, és ezzel kvalifikált a 2015-ös Grand Prix döntőbe, Barcelonába. Spanyolországban Hanjú és Fernández mögött bronzérmet szerzett. 
A nemzeti bajnokság ezüstérmeseként, Uno negyedik helyet ért el Patrick Chan, Jin Boyang és Yan Han mögött a 2016-os Négykontinens Bajnokságon, a második helyen végezve Jin mögött a rövid programban, és az ötödik helyen végezve a kűrben. A 2016-os bostoni világbajnokságon negyedik helyen állt a rövid program után, 6. helyen végzett a kűrben és 7. helyen összetettben. A 2016-os Team Challenge Kupán Uno lett az első korcsolyázó, aki négyfordulatos flippet hajtott végre nemzetközi versenyen.  Két négyfordulatos ugrást is bemutatott a rövid programjában, egy négyfordulatos flippet és egy négyfordulatos toe loop-tripla toe loop kombinációt, amellyel 105,74 pontos egyéni csúcsot ért el. 

### 2016–2017 szezon: első nemzeti bajnoki cím, világbajnoki ezüstérem

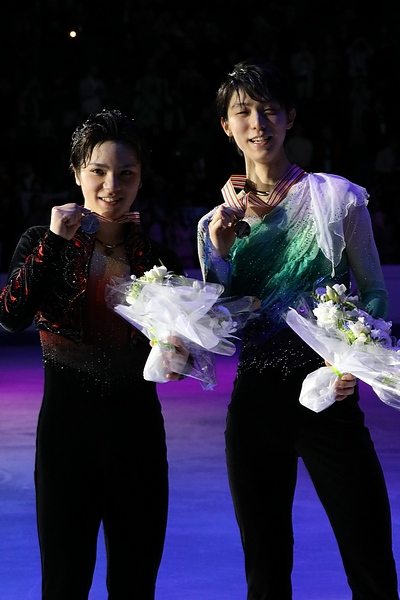
Uno (balra) és Hanjú Juzuru a 2017-es világbajnokságon

2016. decemberében Uno negyedik volt a rövid programban, 86,82 ponttal, miután elesett a négyfordulatos toe loop-ból, ezzel nem teljesítve a kötelező kombinációt a Grand Prix döntőben. A kűrben egyéni legjobbjával (195,69 pont) tért vissza, és itt a második helyen végzett. Összetettben a harmadik hely lett az övé, amivel második éve nyerte meg a bronzérmet, mindössze 0,34 ponttal az ezüstérmes Nathan Chen és 11,39 ponttal az aranyérmes Hanjú Juzuru mögött.  Később ugyanabban a hónapban megnyerte első nemzeti bajnoki címét Oszakában, Japánban. 
Februárban először törte át karrierje során a 100 pontos álomhatárt a Négykontinens Bajnokság rövidprogramjában elért 100,28 pontjával, a világon negyedikként.   A szabad korcsolyázás során négy kvadra ugrást mutatott be, köztük az első négyfordulatos rittbergert nemzetközi versenyen, és egy négyfordulatos flippet, de mindkét tripla axel kombinációjában elesett.  A rövid programban a második helyen, a kűrben pedig a 3. helyen zárt, összetettben 288,05 ponttal; ezzel bronzérmet nyerve Nathan Chen és Hanjú Juzuru mögött.   
A 2017-es műkorcsolya-világbajnokságon Helsinkiben új egyéni csúcsot állított be, mind a rövid programban elért 104,86 pontjával, mind pedig a kűrben teljesített 214,45 pontjával, megszerezve ezzel az ezüstérmet a világon valaha teljesített negyedik legmagasabb összetett pontszámával (349,31 pont), mindössze 2,28 ponttal lemaradva a világbajnok Hanjú Juzuru mögött, és 15,73 ponttal megelőzve a bronzérmes Boyang Jint.
A szezon záróversenyén, a Tokióban megrendezett World Team Kupán csapattársaival aranyérmet nyert Japánnak. A rövid programot 103,53 ponttal nyerte, és a második helyen végzett csapattársa Hanjú Juzuru mögött a kűrben 198,49 ponttal. Összesen 302,02 pontot szerzett, ami a férfi verseny legmagasabb pontszáma volt. 

### 2017–2018-as szezon: olimpiai ezüstérem

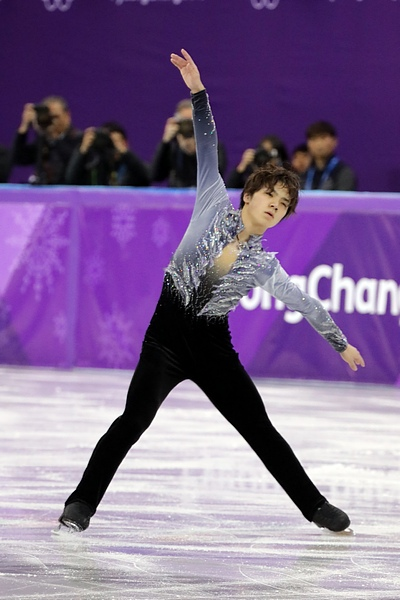
Uno a 2018-as téli olimpián

Uno aranyéremmel kezdte a szezont a 2017-es Lombardia Kupát megnyerve Bergamóban, Olaszországban, ahol is a verseny minden szakaszában egyéni csúcsot ért el. A 2017-es Japán Openen csapattársaival megnyerte az ezüstérmet. 
Uno 2017-ben Skate Canada-aranyéremmel kezdte a szezont, mind a rövid programot, mind pedig a kűrt megnyerve. Az október 31-i versenyből hazatérve Uno 39 fokos lázzal küzdött, és influenzát diagnosztizáltak nála.  A következő versenyén 2017-ben a Francia Kupán második helyen állt a rövid programban, és első helyen a szabad korcsolyázásban, összetettben a második helyet megszerezve Javier Fernandez mögött. Eredményei a harmadik egymást követő felnőtt Grand Prix döntőjébe kvalifikálták, ahol csak 0,5 ponttal lemaradva nyert ezüstérmet Nathan Chen mögött. 
A 2017-es japán műkorcsolya-bajnokságon Uno sikeresen védte meg a nemzeti bajnoki címét.  2017. december 24-én bejelentették, hogy Uno képviseli majd Japánt a 2018-as Négykontinens bajnokságon Tajpejben, a 2018-as téli olimpián Phjongcsangban és a 2018-as világbajnokságon Milánóban is.  
A rövid programban és a kűrben is a harmadik helyen végezve, Uno a 2018-as téli olimpián ezüstérmet nyert, 1,66 ponttal megelőzve a bronzérmes spanyol Javier Fernándezt. 
A 2018-as milánói világbajnokságon Unónak néhány perc jégen tartózkodás után el kellett hagynia az edzést, és a személyzet egyik tagjának a hátán vitték egy buszhoz. A vizsgálatok után nem találtak komoly sérülést, de a korcsolyái okozták fájdalmát. Végül úgy döntöttek, hogy Uno mégis versenyezhet a világbajnokságon. Uno 94,26 pontot kapott a rövid programban, és 179,51-et a szabad korcsolyázásban, összesen 273,77 ponttal ezüstérmet szerzett. Eredménye, Kazuki Tomonoéval együtt, három helyet biztosított a japán férfi műkorcsolyázóknak a 2019-es, Saitamában tartandó világbajnokságra.

### 2018–2019-es szezon: első aranyérem egy ISU felnőtt versenyen
Uno a szezont a 2018-as CS Lombardia Kupán kezdte, amit meg is nyert. A 2018-as Japán Openen megnyerte a férfiak szabad programját, és az aranyérmet is a Japán csapat tagjaként. Októberben megnyerte első szezonbeli GP versenyét, a 2018-as Skate Canadát. Novemberben megnyerte szezonbeli második GP versenyét, a 2018-as NHK Kupát. Ezzel kvalifikált a 2018-19-es Grand Prix döntőre, ahol második helyen végzett, 5,99 ponttal lemaradva Nathan Chen mögött. 
A 2018-as Japán Műkorcsolya-bajnokságon Uno sikeresen védte meg nemzeti bajnoki címét, majdnem 50 pontos különbséggel nyert. Ez volt a harmadik egymást követő nemzeti bajnoki címe, amit annak ellenére szerzett meg, hogy a verseny során megrándult a jobb bokája. A 2019-es Négykontinens bajnokságra és a 2019-es világbajnokságra is őt nevezték ki, hogy Japánt képviselje. 
A 2019-es Négykontinens bajnokságon Uno negyedik lett a rövid programban, első a szabad korcsolyázásban és összetettben is. Ez volt az első alkalom, hogy nagy nemzetközi versenyt nyert, miután legalább egyszer már mindegyiken megszerezte az ezüstöt. 197,36-os pontszámával kűr világcsúcsot állított fel. Uno később azt mondta: „Azt hiszem, mindent megtettem, amit tudok, de úgy vélem, sokkal többre van szükségem ahhoz, hogy a legjobbakkal tartsam a szintet. Ahelyett, hogy visszafogtam volna magam, hittem abban, amit tennem kellett, és csináltam tovább. Nem volt sok boldogság bennem amikor összecsuklottam, csak az volt, hogy "tényleg megcsináltam". Arra gondoltam, hogy a japán bajnokság után még sérült voltam, és hogyan fogok tudni a következő szintre lépni." 
A 2019-es világbajnokságon Uno hatodik volt a rövid programban, negyedik a szabad korcsolyázásban, és negyedik lett összetettben is. A verseny után csalódottságát fejezte ki a teljesítményével kapcsolatban. 

## Csúcsok és eredmények
- A 2016-os Team Challenge Kupán sikeresen hajtott végre egy kvadra flip ugrást, és ő lett ezzel az első korcsolyázó, aki ezt nemzetközi versenyen sikeresen bemutatta. [3]
- Beállította a junior fiú rövid program rekordpontszámot 84,87 ponttal a 2015-ös junior világbajnokságon.
- Beállította a junior fiú összesített rekordpontszámát 238,27 ponttal a 2014-15-ös Junior Grand Prix döntőben. A rekordot Cha Jun-hwan döntötte meg a 2016-os Japán JGP-n .
- A 2014-15-ös Junior Grand Prix döntőben 163,06 ponttal beállította a szabadkorcsolyázás junior világcsúcsát. A rekordot Daniel Samohin döntötte meg a 2016-os junior világbajnokságon.
- A 2019-es Négykontinens bajnokságon 197,36 ponttal beállította a férfi szabad program világcsúcs pontszámát. A rekordot a 2019-es világbajnokságon Hanjú Juzuru döntötte meg. [22]

## Fordítás
- Ez a szócikk részben vagy egészben  a   Shoma Uno című angol Wikipédia-szócikk ezen változatának fordításán alapul.  Az eredeti cikk szerkesztőit annak laptörténete sorolja fel. Ez a jelzés csupán a megfogalmazás eredetét és a szerzői jogokat jelzi, nem szolgál a cikkben szereplő információk forrásmegjelöléseként.